# Brunzenberg
Brunzenberg ist ein Weiler im Ortsteil Gründelhardt der Gemeinde Frankenhardt im Landkreis Schwäbisch Hall im Nordosten Baden-Württembergs.

## Geographische Lage
Brunzenberg liegt auf etwa 476 m ü. NHN etwas über einen Kilometer westsüdwestlich der Ortsmitte von Gründelhardt auf dem Spornansatz des Aschbergs, der die zwei Oberläufe des Stettbach-Zuflusses Niederbach trennt; der linke Zweig des etwas längeren rechten Oberlaufs Madenbach entsteht am Westrand des Ortes und fließt an seinem Südrand entlang, zu ihm hin entwässert der gesamte Weiler, während der linke Brunnenbach ortsferner in einer Senke zwischen Brunzenberg und Gründelhardt seinen Lauf beginnt.

## Beschreibung
Der noch heute (2017) einen bäuerlichen Anblick bietende Ort steht auf einer Hochebene des Kieselsandsteins (Hassberge-Formation) und hat ein Dutzend Hausnummern, hinzu kommen wenigstens ebenso viele landwirtschaftliche Nebengebäude. Er ist seit der zweiten Hälfte des 20. Jahrhunderts durch Zubau großer Stallungen vor allem nach Nordosten über seine alte Grenze hinausgewachsen. Der alte Gebäudebestand säumt den Rand zur Madenbachmulde im Süden, an deren bald steilem Hang die Unteren Bunten Mergel (Steigerwald-Formation) ausstreichen. Außerhalb des Weichbildes liegen gemischt Äcker und Wiesen, hinter diesen in einem unterbrochenen 225°-Bogen Wald, im Südwesten und Süden jenseits des Madenbachs der Gemeindewasen, an den im Südwesten der Kammerforst anschließt und das Mahdholz sowie das Forstrevier Hahnenberg nach Westen zu. Jenseits der offenen Schneise um die Straße nach Spaichbühl folgen noch im Westen ein Hangwald im Munzingersfeld, abgesetzt davon im Nordwesten und Westen dann das größere Brunzenberger Hölzle, das weniger als 100 Meter vom Ortsrand entfernt einsetzt; die letzten zwei Waldinseln fallen ins Bühlbach-Tälchen ab.
Brunzenberg liegt im westlichen Teil eines 1,63 km² großen Wasserschutzgebietes.

## Geschichte
Brunzenberg hat seinen Namen von einem Brunizo (Bruning oder Brunward), der dort seinen Sitz hatte. 1350 wurde ein hohenlohischer Lehnsmann Conrad von Brunzenberg erwähnt, der Grund gehörte den Herren von Vellberg. 1375 verkaufte Raban von Vellberg Güter und Gülten an die Pfarrkirche St. Martin auf der Stöckenburg. 1460 erwarb Ernfried von Vellberg ein Gut in Brunzenberg. Nachdem das Geschlecht der Vellberger erlosch, war Brunzenberg ab 1593 im Besitz der Reichsstadt Schwäbisch Hall, mit der sie im Zuge der napoleonischen Neuordnung wie Gründelhardt zu Württemberg kam. Als Ort der bis dahin selbständigen Gemeinde Gründelhardt wurde es am 1. Januar 1974 Teil der durch Fusion mit der Nachbargemeinde Honhardt gebildeten neuen Gemeinde Frankenhardt.
Im Jahre 1884 hatte Brunzenberg 8 Häuser und 44 Einwohner. Damals waren beim Ort noch Sandgruben im Kieselsandstein im Betrieb und es gab eine Deichelleitung, die von hier Wasser nach Gründelhardt führte.

## Verkehr
Eine wenig frequentierte Gemeindeverbindungsstraße zweigt im Osten am Südrand Gründelhardts von der Landesstraße 1066 ab, steigt den Aschberg herauf, durchzieht Brunzenberg und läuft weiter zum ferneren Nachbarweiler Spaichbühl im Westnordwesten, wo er in die in der Ortsmitte Gründelhardts von der L 1066 abgehende L 1064 mündet. Von diesem einzigen öffentlichen Fahrweg gehen im Ortsbereich wenige Feldwege ab, darunter nach Norden der alte Kirchenweg nach Gründelhardt durch die Brunnenbachmulde. Die nächsten Autobahnauffahrten an der A 6 bei Satteldorf und bei Wolpertshausen sind beide etwa 18 km entfernt. Näher liegen die Bahnhöfe am Bahnknotenpunkt Crailsheim und in Ilshofen-Eckartshausen an der Bahnstrecke Crailsheim–Heilbronn.